# Sân bay quốc tế Nador
Sân bay quốc tế Nador là một sân bay ở tỉnh Nador, phục vụ chủ yếu thành phố Nador, Maroc (IATA: NDR, ICAO: GMFN). Tên cũ là Sân bay quốc tế Taouima.

## Các hãng hàng không và các tuyến điểm
- Atlas Blue (Brussels, Amsterdam, Cologne, Düsseldorf, Frankfurt)
- Clickair (Barcelona)
- Jetairfly (Brussels, Charleroi [bắt đầu mùa Hè năm 2008])
- Regional Air Lines (Al Hoceima)
- Royal Air Maroc (Amsterdam, Brussels, Düsseldorf, Frankfurt)
- ryanair (Marseille-Provence [bắt đầu 28 tháng 10])
- TUIfly (Cologne/Bonn)